# Eunice Jepkorir
Eunice Kertich Jepkorir (ur. 17 lutego 1982 w Eldama Ravine) – kenijska lekkoatletka, biegaczka długodystansowa, wicemistrzyni igrzysk olimpijskich 2008 z Pekinu na dystansie 3000 metrów z przeszkodami.
Srebrna medalistka mistrzostw świata w biegach przełajowych (drużynowo, długi dystans, Bruksela 2004). Zdobyła złoty medal w drużynie podczas mistrzostw świata w biegach ulicznych (Debreczyn 2006).  W 2007 na mistrzostwach świata w lekkoatletyce w Osace 2007 zdobyła brązowy medal na dystansie 3000 m z przeszkodami. Zwyciężczyni Światowego Finału IAAF (bieg na 3000 m z przeszkodami, Stuttgart 2007), rok później zajęła 2. miejsce podczas tej imprezy.
Żona kenijskiego długodystansowca Josphata Kiprono Menjo.

## Rekordy życiowe
- bieg na 3000 metrów z przeszkodami – 9:07,41 (2008) były rekord Afryki, 11. wynik w historii światowej lekkoatletyki